# Людовик де Блуа
Людовик де Блуа (фр. Louis de Blois; 1171 или 1172 — 14 апреля 1205) — граф Блуа, Шартра и Шатодёна с 1191 года, граф Клермона (по праву жены) с 1191 года.

## Биография
Сын Тибо V Блуаского и Алисы Французской — дочери короля Людовика VII. Племянник Филиппа II Августа и Ричарда Львиное Сердце.
В Блуа, Шартре и Шатодене наследовал отцу, в Клермоне — тестю.
В 1196 году отменил уплату тальи для жителей Шатодена.
В 1202 году отправился в Четвёртый крестовый поход, участвовал во взятии Константинополя. Получил титул герцога Никеи, который остался чистой формальностью, так как крестоносцы не смогли завоевать этот город.

### Смерть
14 апреля 1205 года погиб в битве при Адрианополе, в которой болгары разгромили войско латинского императора Балдуина I.
Жоффруа де Виллардуэн пишет о его последней битве: «И граф Луи, который ввязался в бой первым, был очень тяжело ранен в двух местах; и комены и блаки начали их теснить, и граф упал с коня, и один из его рыцарей, по имени Жан Фриэзский, спешился и подсадил его на своего коня. Было немало таких из людей графа Луи, которые говорили ему: „Сеньор, уезжайте: ведь вы очень тяжело ранены в два места“, а он сказал: „Нашему Господу богу не будет угодно, чтобы меня когда-нибудь упрекнули в том, что я бежал с поля боя и оставил императора“.(…) граф Луи был убит».

### Брак и дети
Луи де Блуа был женат на Екатерине, графине Клермона, дочери графа Рауля I Рыжего. В этом браке единственный сын:
- Тибо VI де Блуа (ум. 1218) унаследовал отцовские и материнские владения.